# Parerigone huangshanensis
Parerigone huangshanensis är en tvåvingeart som först beskrevs av Chao och Sun 1990.  Parerigone huangshanensis ingår i släktet Parerigone och familjen parasitflugor. Inga underarter finns listade i Catalogue of Life.